# 西平林场
西平林场是位于中国辽宁省鞍山市台安县一个类似乡级单位。

## 行政区划
下辖以下地区：
西平村和大兴村。